# Paolo Bontulli
Paolo Bontulli (Percanestro, ... – ...; fl. XVI secolo) è stato un pittore italiano, attivo nella prima metà del XVI secolo, che dipinse principalmente soggetti sacri.

## Biografia
Nato a Serravalle, fu attivo nelle Marche. Tra le sue opere:
- Madonna e Bambino (prima del 1520) per Madonna del Piano, Rocchetta
- Madonna e Bambino (1525) per il Santuario della Madonna della Stella presso Montefalco
- Madonna e Bambino (1521) per la chiesa di San Martino, Santangelo di Visso
- Madonna e Bambino (1525, ora perduto) per la chiesa di San Giovanni di Pietrarossa presso Trevi
- Polittico Madonna e Bambino con santi Giacomo e Rocco (1507) dipinto per la chiesa di San Giacomo a Potenza Picena, oggi esposto nella Galleria nazionale delle Marche, Urbino[2]
- Cristo risorto benedicente coi santi Pietro e Paolo, Museo di Firenze[3]

Le sue opere appaiono influenzate dallo stile di Carlo e Vittore Crivelli, Giovanni Boccati, Giovanni Angelo d’Antonio,  Ludovico Urbani e Lorenzo d’Alessandro.